# Mark Duper
Mark „Super“ Duper (* 25. Januar 1959 in Moreauville, Louisiana, Vereinigte Staaten) ist ein ehemaliger American-Football-Spieler auf der Position des Wide Receivers. Er spielte in seiner gesamten NFL-Karriere für die Miami Dolphins.

## Frühe Jahre
Duper besuchte von 1980 bis 1981 die Northwestern State University.

## NFL
Duper wurde im NFL-Draft 1982 von den Miami Dolphins in der zweiten Runde an 52. Stelle ausgewählt. Duper absolvierte insgesamt elf Saisons bei den Dolphins und wurde dabei drei Mal in den Pro Bowl gewählt (1983, 1984 und 1986). Seine besten Saisons erreichte er dabei 1984 mit 71 Passfängen für 1306 Yards und acht Touchdowns und 1986 mit 67 Passfängen für 1313 Yards und elf Touchdowns. Duper wurde am 17. Juli 1993 von den Dolphins entlassen.
In seinen elf Jahren für die Dolphins fing er 511 Pässe für 8869 Yards und 59 Touchdowns.

## AFL
1994 absolvierte Duper zwei Spiele in der Arena Football League für die Miami Hooters.

## Nach der Spielerkarriere
Am 15. Dezember 2003 wurde Duper zusammen mit Mark Clayton, mit dem er zehn Jahre zusammen als Wide-Receiver-Duo in der NFL Pässe fing, in die Miami Dolphins Honor Roll aufgenommen.
Am 8. November 2013 wurde bekannt, dass bei Duper Chronisch-traumatische Enzephalopathie diagnostiziert wurde.